# West Country

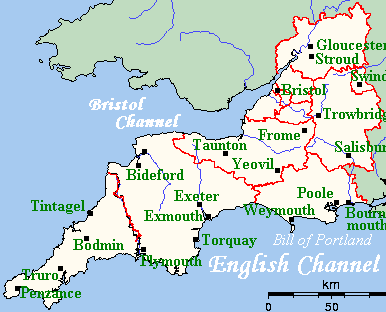
Carte anglaise montrant une interprétation de la couverture géographique du West Country

Le West Country ("pays occidental") est le nom informel d'une région au sud-ouest de l'Angleterre. Elle comprend les comtés les plus occidentaux de la région administrative de l'Angleterre du Sud-Ouest : Devon, Cornwall, Dorset, Somerset. La région administrative même est une construction artificielle, englobant des comtés historiquement très différents.
C'est un territoire parsemé de landes, aux côtes ourlées de hautes falaises, réchauffées par le Gulf Stream.

## Comtés
- Bristol
- Cornouailles
  - Îles Scilly
- Devon
  - Plymouth
  - Torbay
- Dorset
  - Bournemouth
  - Poole
- Gloucestershire
  - South Gloucestershire
- Somerset
  - Bath and North East Somerset
  - North Somerset
- Wiltshire

## Culture
L'écrivain Charles Kingsley est associé au West Country.
La région est connue pour le Glastonbury Festival.